# Naturschutzgebiet Hainberg (Meschede)

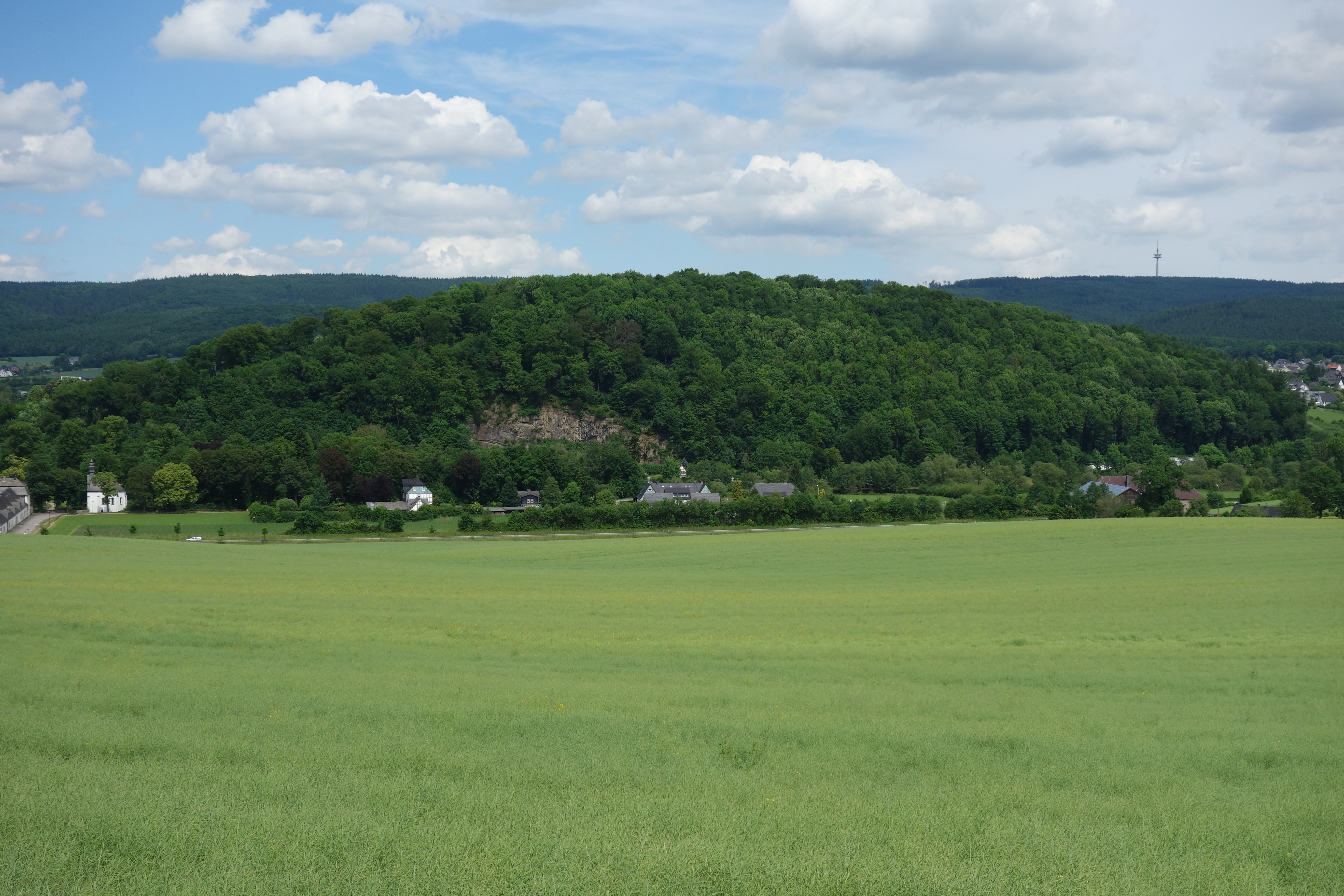
NSG von Süden

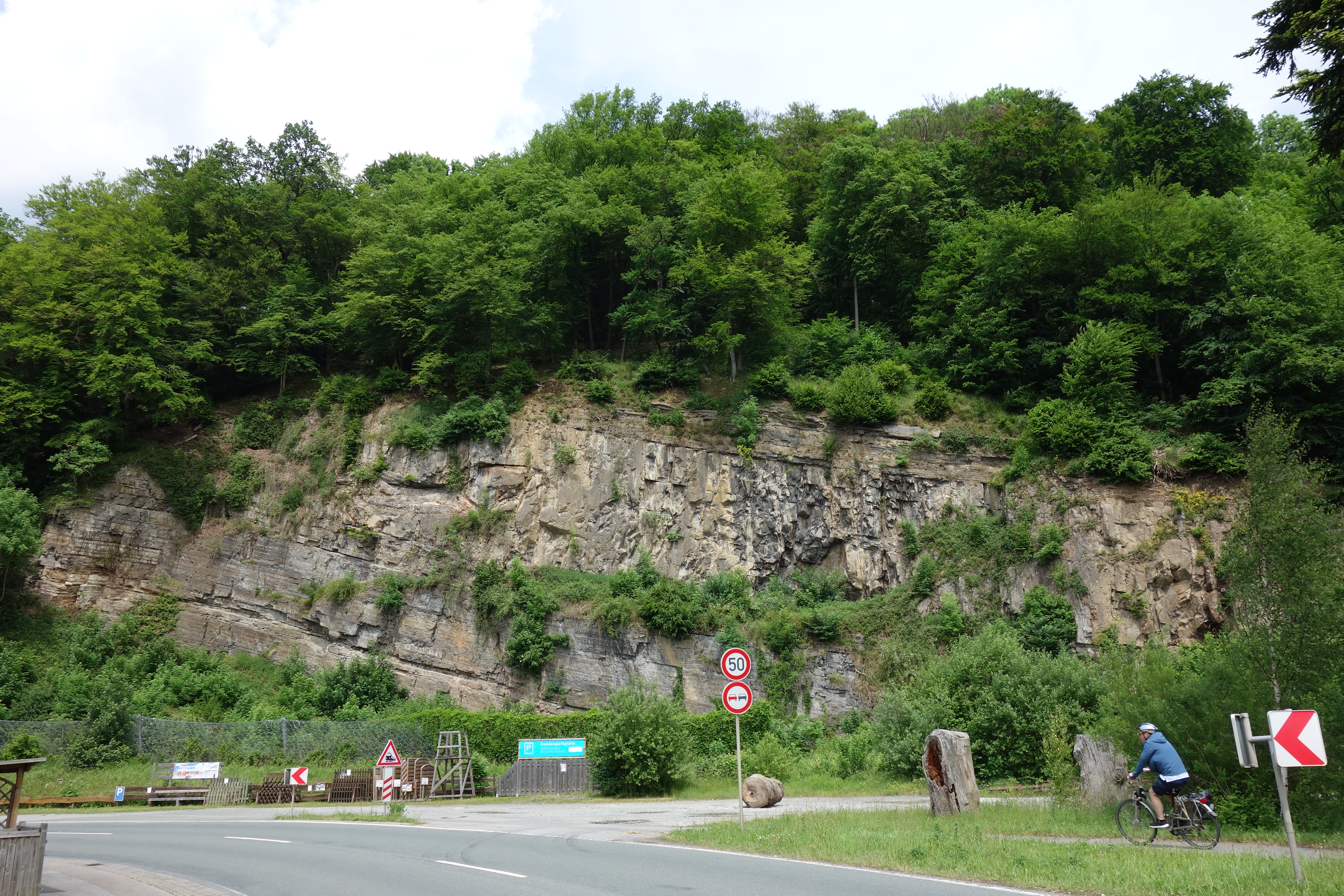
Felsanschnitt der Bahntrasse am südlichen NSG-Rand

Das Naturschutzgebiet Hainberg mit einer Größe von 13,5 ha lag westlich von Meschede. Das Gebiet wurde 1994 mit dem Landschaftsplan Meschede durch den Hochsauerlandkreis als Naturschutzgebiet (NSG) ausgewiesen. Bei der Neuaufstellung des Landschaftsplanes Meschede wurde das NSG dann Teil vom Naturschutzgebiet Ruhrmäander bei Laer.

## Gebietsbeschreibung
Beim NSG handelte es sich um den auf 310 m ü. NHN ansteigenden bewaldeten Bergrücken des Hainbergs nördlich der Ruhr bzw. der Oberen Ruhrtalbahn. Im NSG wachsen Eichen und andere Laubbäume in einem alten, struktur- und baumartenreichen und seit Jahrzehnten forstlich kaum genutzten Eichenmischwald. Am südlichen Berghang befindet sich ein Feldanschnitt mit bis zu 15 m hohen, annähernd senkrechten Felswänden. Dieser Feldanschnitt entstand beim Bau der Oberen Ruhrtalbahn.
Auf den Berghängen überwiegen starke Eichen mit einem Brusthöhendurchmesser von über 0,8 m. Auf dem Bergrücken befinden sich viele Hainbuchen. Im Südwesten stehen viele alte Rotbuchen. Der Wald ist zumeist schichtenreich mit Jungwuchs bis Uraltbäumen aufgebaut. Er besitzt örtlich gehäuft liegendes und stehendes Totholz. Felsvorsprünge und Felsbänder im Bereich der südexponierten Felszone werden von Gehölzen und Arten der Säume bewachsen. Am Hainberg finden sich die ältesten bzw. stärksten Eichen im Stadtgebiet von Meschede. 
Der Untergrund besteht aus Grauwacke und Tonschiefer. Am südlichen Steilhang treten hingegen Kalksteine des sogenannten Hellefelder Kalkes zutage.
Im NSG kommen seltene Tier- und Pflanzenarten vor.

## Schutzzweck
Wie alle Naturschutzgebieten im Landschaftsplangebiet wurde das NSG „zur Erhaltung von Lebensgemeinschaften oder Lebensstätten bestimmter wildlebender Pflanzen und wildlebender Tierarten, aus wissenschaftlichen, naturgeschichtlichen, landeskundlichen oder erdgeschichtlichen Gründen oder wegen der Seltenheit, besonderen Eigenart oder hervorragenden Schönheit einer Fläche oder eines Landschaftsbestandteils“ als NSG ausgewiesen.
Zum Schutzzweck speziell des NSG führte der Landschaftsplan 1994, neben den normalen Schutzzwecken für alle NSG im Landschaftsplangebiet, auf: „Erhaltung und Optimierung eines Laubwaldkomplexes mit unterschiedlichen Waldgesellschaften als wertvoller Biotopkomplex für Tiere und Pflanzen; hohe strukturelle Vielfalt; hohe Artenvielfalt; wertvoll für Höhlenbrüter und Zersetzerfauna; Optimierung durch Entfernen der Nadelgehölze.“